# Joseph Aractingi
Joseph Aractingi, né le 13 octobre 1885 à Damas, où il est mort le 29 mai 1965, était médecin-chef de l'Hôpital St-Louis (des Français) de Damas.
Il fit construire dans Salhié, le nouveau quartier élégant de Damas, une magnifique maison dans le style art déco, destinée à abriter ses plafonds anciens, boiseries, fontaines, faïences, porcelaines, cristaux, montres, armes, tapis et icônes. Sa maison deviendra par la suite un musée que l'on pourra visiter dans les circuits touristiques.

## Biographie
- Diplômé de Médecine en 1906 de la Faculté Française de Médecine de Beyrouth, Liban, il est interne puis chef de clinique de l'Hôpital Saint Michel de Paris 5e (France).
- Chirurgien-Chef de l'Hôpital St-Louis (Hôpital Français de Damas).
- Médecin-chef de l'Hôpital de Nazareth.

Il opère à ce titre Djemal Pacha, commandant en chef des armées turques, et communique avec lui en français, seule langue commune.
- Directeur général de la Santé (1920-1946) - il n'y a pas eu de ministre de la santé pendant la durée de son mandat.
- Commandeur de la Légion d'Honneur et détenteur de plusieurs autres médailles.